# Carlos Salamanca
Carlos Salamanca (Bogotà, 15 gennaio 1983) è un ex tennista colombiano.
Ha fatto parte della squadra colombiana di Coppa Davis tra il 2002 e il 2010 con un record di 13 vittorie e 11 sconfitte.

## Carriera

### Junior
Carlos Salamanca partecipa al circuito ITF Junior dal 2000 al 2001 raggiungendo la posizione n. 4 del ranking junior di doppio. In coppia con il connazionale Alejandro Falla nel 2001 conquista due tornei della massima categoria (GA), la Banana Bowl sconfiggendo in finale la coppia composta dai venezuelani Rafael Abreu e Oscar Posada, e l'Open di Francia ragazzi dove, in finale hanno battuto i tedeschi Markus Bayer e Philipp Petzschner. Nello stesso anno conquista, sempre in doppio, il Torneo Internazionale Città di Santa Croce (G1) sconfiggendo in finale l'argentino Brian Dabul e l'algerino Lamine Ouahab.

### 2000-2005
Inizia a partecipare a tornei del circuito futures nel 2000 e già nel 2001 ottiene il suo primo successo a Bogotà sconfiggendo in finale il connazionale Michael Quintero con il punteggio di 7–6(4), 6-3. Nel 2002 ottiene le sue prime convocazioni nella squadra colombiana di Coppa Davis nei match contro Cuba e Uruguay. Nel 2004 conquista il suo secondo titolo futures a La Paz in Bolivia superando l'argentino Gustavo Marcaccio. Nel 2005 ottiene le sue prime vittorie nel circuito challenger raggiungendo i quarti di finale a Bogotà.

### 2006-2010
Nel 2006 ottiene il suo primo successo a Cuenca nel circuito challenger sconfiggendo in finale l'ecuadoriano Giovanni Lapentti con il punteggio di 4-6, 7–6(8), 7-5. Grazie a questo successo raggiunge la posizione numero 326 del ranking ATP scalando più di 150 posizioni. Nel 2007 dopo due successi in patria nei futures conquista a Bogotà il suo secondo titolo challenger, a cui seguiranno nel 2009 altri due vittorie sempre a Bogotà e a Quito che gli permisero di entrare a far parte dei migliori 150 tennisti del mondo. Il 2010 termina con un quinto successo nei challenger a Cali e la posizione numero 172 del ranking ATP.

## Statistiche

### Singolare

#### Vittorie (0)
| Legenda                   |
| Grande Slam (0)           |
| ATP World Tour Finals (0) |
| ATP Masters 1000 (0)      |
| ATP World Tour 500 (0)    |
| ATP World Tour 250 (0)    |
| Challengers (6)           |
| Futures (10)              |

| Numero | Data              | Torneo                               | Superficie  | Avversario in finale  | Punteggio           |
| 1.     | 28 ottobre 2001   | Colombia F2 Futures 2001, Bogotà     | Terra rossa | Michael Quintero      | 7–6(4), 6-3         |
| 2.     | 25 settembre 2004 | Bolivia F1 Futures 2004, La Paz      | Terra rossa | Gustavo Marcaccio     | 3-2r                |
| 3.     | 1º maggio 2005    | Colombia F3 Futures 2005, Cali       | Terra rossa | Bruno Soares          | 6-2, 6-2            |
| 1.     | 16 luglio 2006    | Cuenca Challenger 2006, Cuenca       | Terra rossa | Giovanni Lapentti     | 4-6, 7–6(8), 7-5    |
| 4.     | 28 gennaio 2007   | Colombia F1 Futures 2007, Manizales  | Terra rossa | Michael Quintero      | 6-4, 6-4            |
| 2.     | 15 luglio 2007    | Bogota 2 Challenger 2007, Bogotà     | Terra rossa | Thomaz Bellucci       | 4-6, 6-3, 6-2       |
| 5.     | 15 febbraio 2009  | Colombia F2 Futures 2009, Cartagena  | Cemento     | Andre Miele           | 6-3, 6(7)–7, 6-4    |
| 3.     | 27 settembre 2009 | Copa Petrobras Bogotá 2009, Bogotà   | Terra rossa | Riccardo Ghedin       | 6-1, 7–6(5)         |
| 4.     | 4 ottobre 2009    | Club Premium Open 2009, Quito        | Terra rossa | Sebastián Decoud      | 7–6(4), 6(5)–7, 6-4 |
| 5.     | 3 ottobre 2010    | Seguros Bolívar Open Cali 2010, Cali | Terra rossa | Júlio Silva           | 7-5, 3-6, 6-3       |
| 6.     | 15 aprile 2012    | Pereira Challenger 2012              | Terra rossa | Rubén Ramírez Hidalgo | 5-7, 6-2, 6-1       |
| 6.     | 3 marzo 2013      | Colombia F1 Futures 2013             | Terra rossa | Theodoros Angelinos   | 6-3, 6-4            |
| 7.     | 10 marzo 2013     | Colombia F2 Futures 2013             | Terra rossa | Gianluigi Quinzi      | 7–6(3), 7–6(2)      |
| 8.     | 12 maggio 2013    | Guatemala F1 Futures 2013            | Cemento     | Nicolás Barrientos    | 7-5, 6-2            |
| 9.     | 19 maggio 2013    | El Salvador F1 Futures 2013          | Terra rossa | Michael Quintero      | 6-3, 6-4            |
| 10.    | 24 maggio 2015    | Colombia F2 Futures 2015             | Terra rossa | Tiago Lopes           | 6-3, 7-5            |

### Doppio

#### Vittorie (0)
| Legenda doppio            |
| Grande Slam (0)           |
| ATP World Tour Finals (0) |
| ATP Masters 1000 (0)      |
| ATP World Tour 500 (0)    |
| ATP World Tour 250 (0)    |
| Challengers (4)           |
| Futures (10)              |

| Numero | Data              | Torneo                                   | Superficie  | Compagno             | Avversari in finale                   | Punteggio            |
| 1.     | 23 giugno 2002    | Colombia F2 Futures 2002, Bogotà         | Terra rossa | Alejandro Falla      | Fernando Araujo Eduardo Bohrer        | 3-0r                 |
| 2.     | 19 ottobre 2003   | Colombia F2 Futures 2003, Bogotà         | Terra rossa | Alejandro Falla      | Carlos Berlocq Ronaldo Carvalho       | 6-4, 5-7, 6-4        |
| 3.     | 9 maggio 2004     | Colombia F1 Futures 2004, Cali           | Terra rossa | Michael Quintero     | Diego Hartfield Damian Petrarca       | 7-5, 6-4             |
| 4.     | 25 settembre 2004 | Bolivia F1 Futures 2004, La Paz          | Terra rossa | Michael Quintero     | Guillermo Carry Leonardo Tavares      | 7-5, 6-4             |
| 5.     | 11 giugno 2006    | Brazil F4 Futures 2006, Piracicaba       | Terra rossa | Santiago Giraldo     | Lucas Engel Marcelo Melo              | 6-2, 7–6(5)          |
| 6.     | 3 febbraio 2007   | Colombia F2 Futures 2007, Bucaramanga    | Terra rossa | Juan Sebastián Cabal | Sebastián Decoud Alejandro Fabbri     | 6-4, 6-4             |
| 7.     | 2 febbraio 2008   | Colombia F2 Futures 2008, Bucaramanga    | Terra rossa | Michael Quintero     | Diego Alvarez Juan-Pablo Amado        | 6-3, 2-6, [10-8]     |
| 1.     | 13 luglio 2008    | Bogota Challenger 2008, Bogotà           | Terra rossa | Xavier Malisse       | Juan Sebastián Cabal Michael Quintero | 6-1, 6-4             |
| 8.     | 30 novembre 2008  | El Salvador F2 Futures 2008, La Libertad | Terra rossa | Michael Quintero     | Jiří Krkoška Vasek Pospisil           | 6(8)–7, 6-4, [14-12] |
| 9.     | 14 febbraio 2009  | Colombia F2 Futures 2009, Cartagena      | Cemento     | Juan Sebastián Cabal | Eric Gomes Andre Miele                | 6-3, 7-5             |
| 2.     | 10 aprile 2011    | Pereira Challenger 2011                  | Terra rossa | Marcel Felder        | Alejandro Falla Eduardo Struvay       | 7–6(5), 6-4          |
| 3.     | 7 ottobre 2012    | Quito Challenger 2012                    | Terra rossa | Juan Sebastián Cabal | Marcelo Demoliner João Souza          | 7–6(7), 7–6(4)       |
| 4.     | 13 ottobre 2013   | Sao Jose do Rio Preto Challenger         | Terra rossa | Nicolás Barrientos   | Marcelo Demoliner João Souza          | 6-4, 6-4             |
| 10.    | 20 novembre 2016  | Colombia F7 Futures 2016                 | Terra rossa | Alejandro Gómez      | Davide Pontoglio Giorgio Portaluri    | 6-4, 5-7, [10-7]     |